# 穆塞格城墙

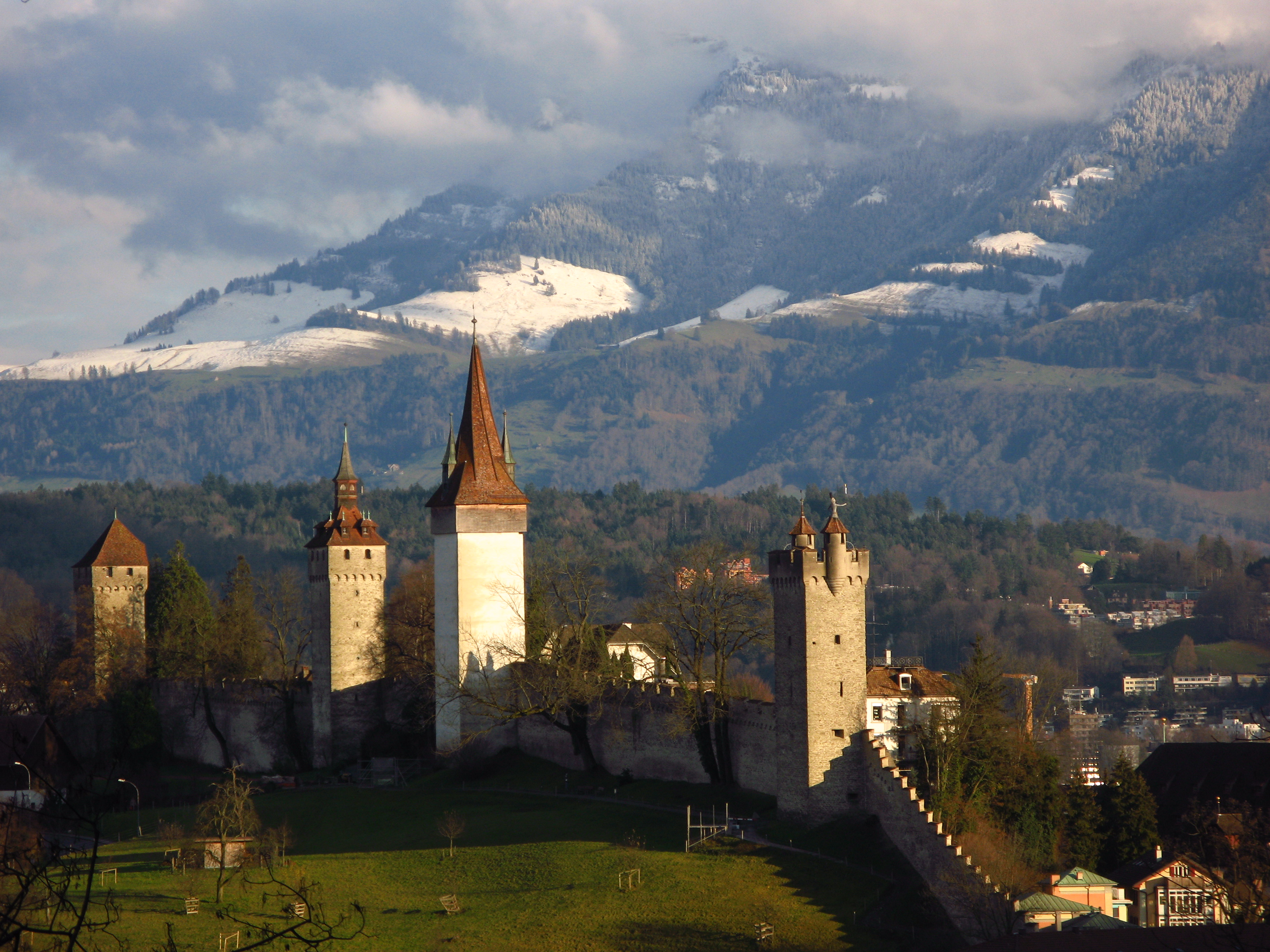
穆塞格城墙

穆塞格城墙（Museggmauer）是卢塞恩中世纪城墙的一部分，与水塔和卡贝尔桥同为该市的标志性建筑。
穆塞格城墙建于14-15世纪。1833-1856年，卢塞恩的大部分城墙被拆除，但是穆塞格城墙得以保留。
穆塞格城墙长870米，平均厚1.5米，平均高约9米。城墙上有9座瞭望塔。

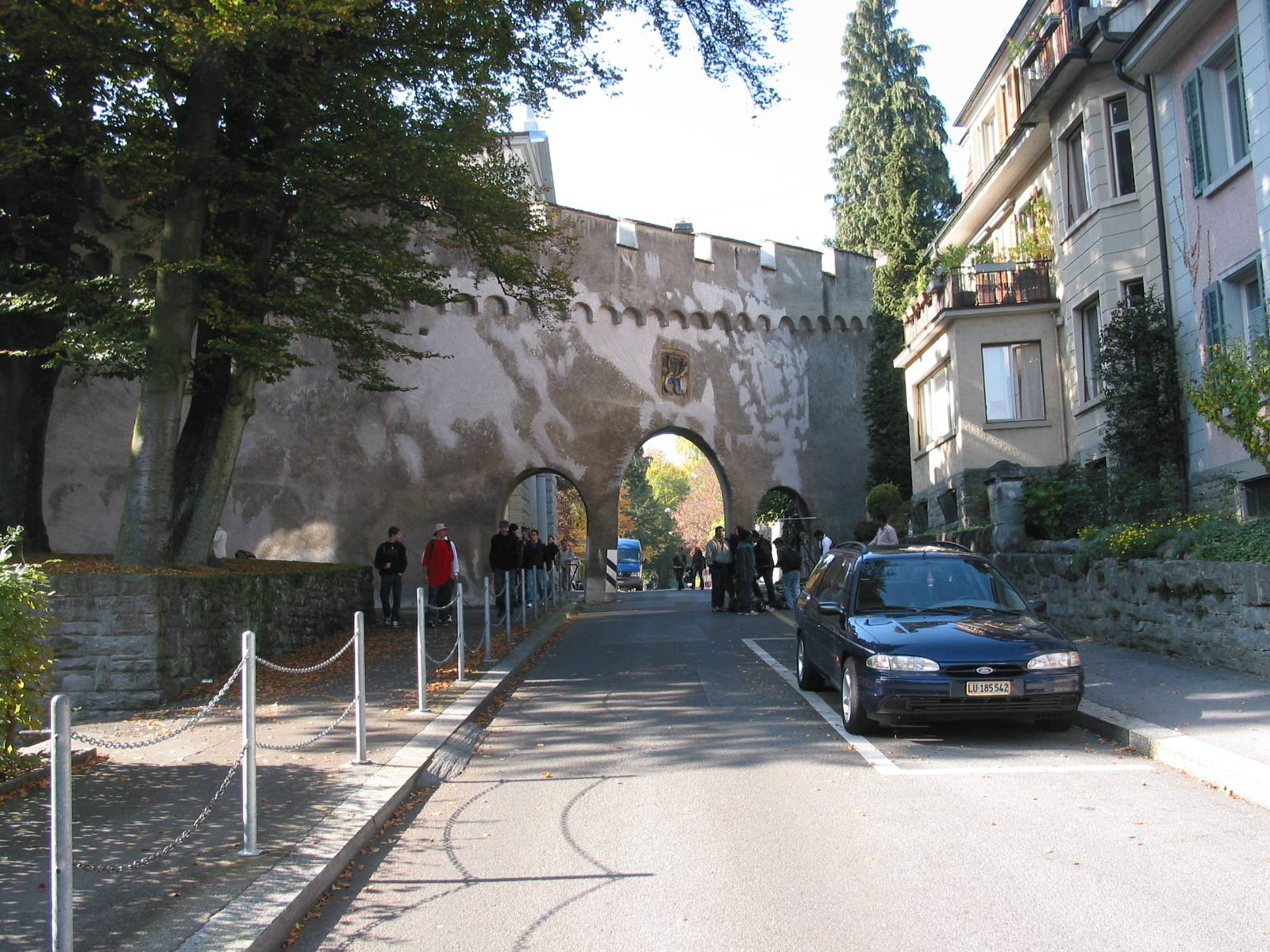
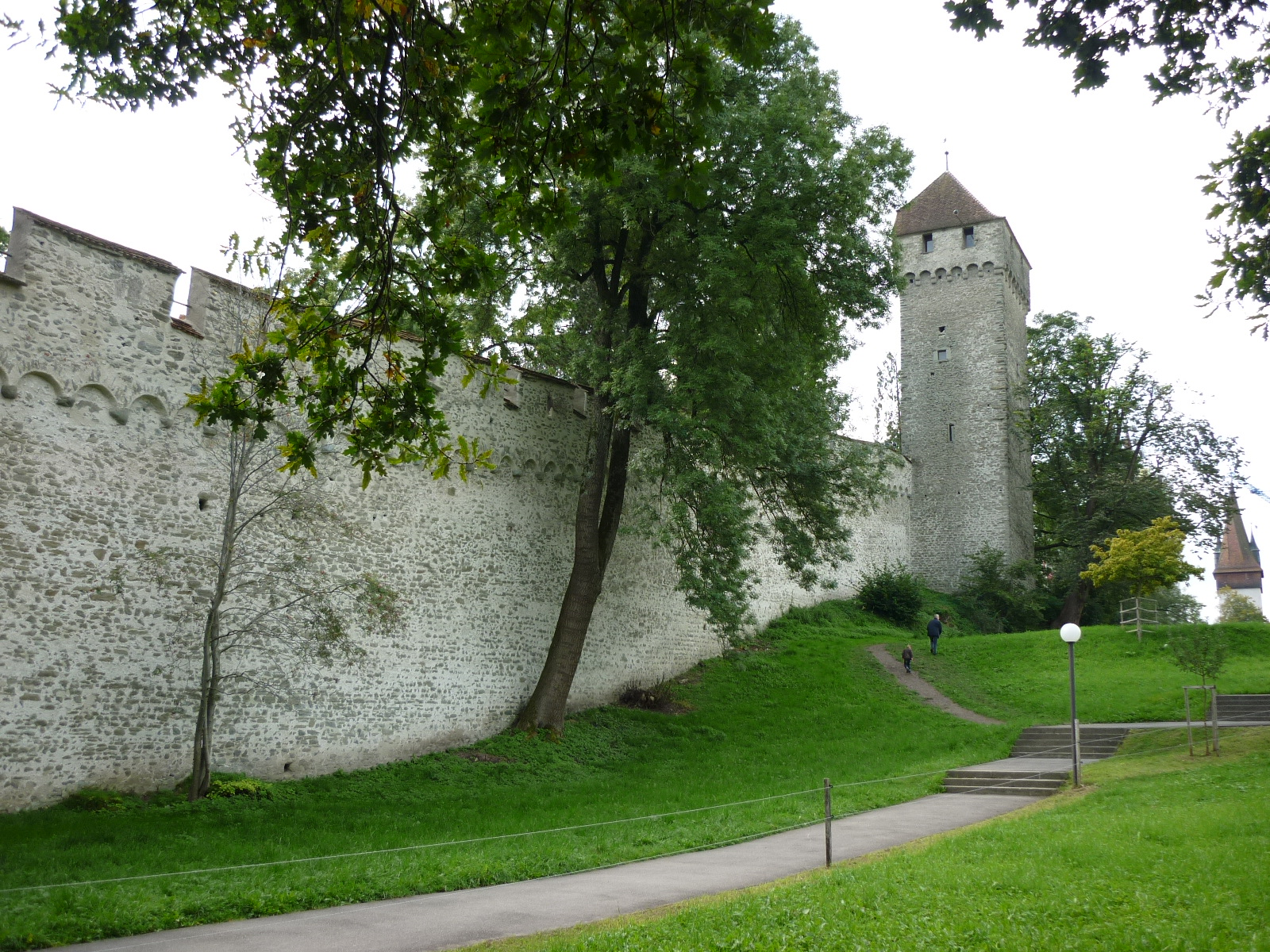
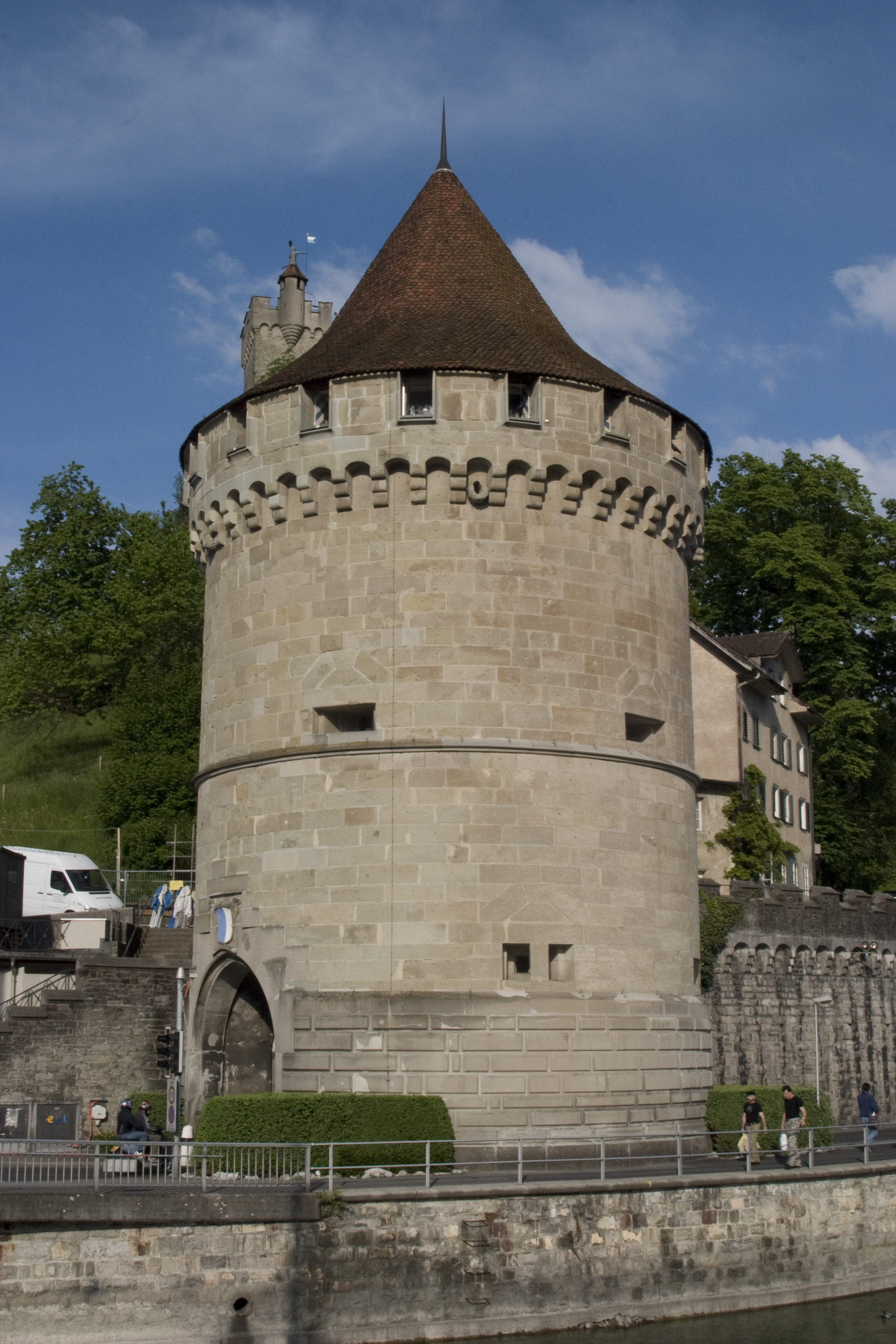
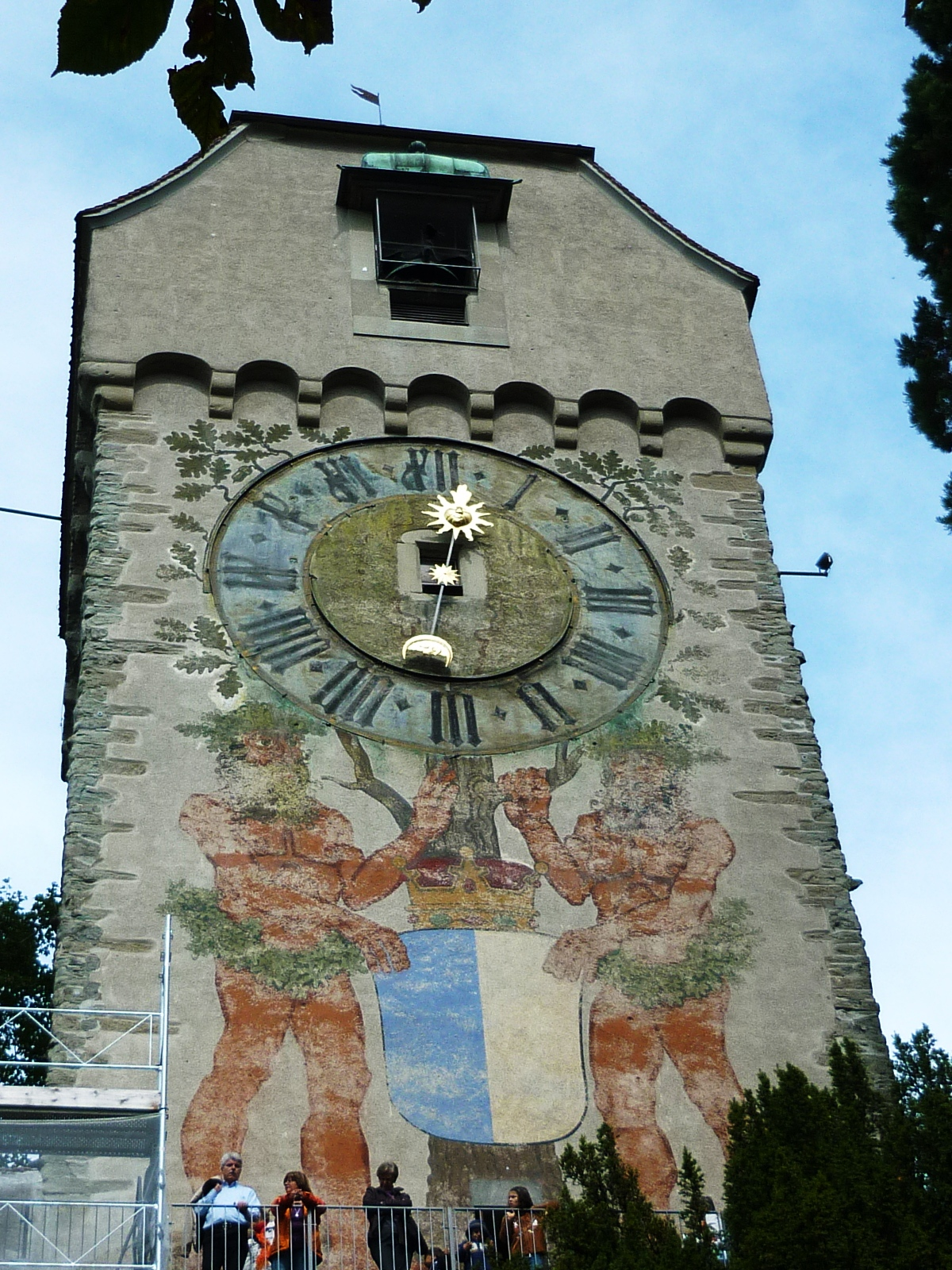

## 外部連結
- Museggmauer （页面存档备份，存于）